# Pomnik Bohdana Matwiejewicza Chitrowa
Pomnik Bohdana Matwiejewicza Chitrowa (ros. Памятник Б.М. Хитрово) – pomnik znajdujący się w Uljanowsku pomnik upamiętniający założyciela miasta Uljanowsk (dawniej Symbirsk), bojara Bohdana Chitrowa.
Idea wzniesienia pomnika ku czci założyciela miasta narodziła się już w 2000 roku, jednak m.in.: z powodów finansowych dopiero w marcu 2005 roku burmistrz miasta Uljanowsk podpisał umowę postanawiająca zainstalowanie pomnika. W kwietniu 2007 roku władze miasta ogłosiły ogólnokrajowy konkurs mający wyłonić najlepszy projekt pomnika. Zwycięzcą konkursu okazał się rzeźbiarz Oleg Klujew, którego wyłoniono w czerwcu 2007 roku.
Pomnik składa się z kamiennego cokołu na którym umieszczono odlaną w brązie rzeźbę Bohdana Chitrowa siedzącego na koniu, oraz jednego z przyszłych mieszkańców miasta trzymającego sztandar na którym widnieje ikona twarzy Jezusa Chrystusa. Pomnik wysoki jest na około 6,5 metra, z czego sama rzeźba ma wysokość 3,8 metra, waga całkowita pomnika przekracza pięć ton. Koszt zainstalowania pomnika oceniono na około 14 mln rubli rosyjskich.
Według wstępnych założeń pomnik miał zostać odsłonięty 12 czerwca 2008 roku w 360-lecie istnienia miasta Uljanowsk, jednak ze względu na nieukończenie pomnika na czas, uroczyste otwarcie pomnika nastąpiło 1 września 2008 roku.